# Call of Cthulhu (rollspel)
Call of Cthulhu (CoC) är ett skräckrollspel som baseras på H.P. Lovecrafts berättelser och hela Cthulhumytologin. Spelet publiceras av Chaosium internationellt. Eloso förlag släpper varianten Call of Cthulhu Sverige, där miljön är svenskt 1920-tal.

## Kampanjvärld
Kampanjvärlden i Call of Cthulhu är en mörk version av vår värld, baserad på H.P. Lovecrafts yttrande i hans korta essä "Supernatural Horror in Literature" (1927): "The oldest and strongest emotion of mankind is fear, and the strongest kind of fear is fear of the unknown". Originalspelet utspelas i tre eror: 1920-talet (då flera av Lovecrafts berättelser tar vid), 1890-talet (Gaslight-tillbehören, en blandning av ockultism och Sherlock Holmes-mysterier), samt modern tid (Cthulhu Now). I senare utbyggnader är det möjligt att spela på 1000-talet (Cthulhu: Dark Ages), 2200-talet (Cthulhu Rising) och på romartiden (Cthulhu Invictus). Spelarnas rollpersoner kan även färdas till utomjordiska platser, som Drömländerna och andra planeter.
Spelarna tar rollen som vanliga personer som dras in i det mystiska och ockulta: detektiver, kriminella, vetenskapsmän, konstnärer, krigsveteraner, osv. Ofta startar äventyren harmlöst tills mer och mer uppenbarar sig för spelarna. I takt med att rollpersonerna skaffar sig mer kunskap om sanningen bakom fasorna i världen och mänsklighetens obetydlighet, försvinner deras mentala hälsa. För att komma åt redskapen de behöver för att besegra fasorna - ockult kunskap och magi - måste rollpersonerna offra delar av sin mentala hälsa. Att spelarkaraktärerna inte utvecklades och blev större och starkare utan snarare bröts ner under spelets gång var ett på sin tid unikt koncept.
Spelet regler bygger på Chaosiums Basic Role-Playing (BRP). De två grundböckerna kallas med spelets terminologi Keeper's Rulebook, spelledarens manual och bakgrund, och Investigator's Handbook, spelarnas vägledning till att skapa rollfigurer och utföra uppdrag.

## Spelets historia
Call of Cthulhu publicerades första gången 1981 och har uppnått sjunde upplagan (2016). 1991 tilldelades Call of Cthulhu Origins Hall of Fame som är spelhobbyns mest prestigefyllda utmärkelse. Wizards of the Coast släppte 2001 en version för d20-systemet. Denna utgåva var inte planerad som en långsiktig produktlinje, utan var ämnad att visa d20-systemet i annan miljö än fantasy. De första 35 000 böckerna såldes slut mycket fort, varefter allt stöd för denna version avslutades.
Rollspelet Call of Cthulhu har inspirerat mängder av populärkultur och kan sägas ha förvandlat H.P. Lovecraft till en populärkulturikon. Bland svenska författare som inspirerats av rollspelet märks Niklas Natt och Dag, Anders Fager och John Ajvide Lindqvist.

### Call of Cthulhu Sverige
2019 började en svensk licensierad version av spelet publiceras av Eloso förlag, där spelet är lokaliserat till Sverige och miljön är 1920-talets mellankrigstid. Reglerna är i huvudsak de samma som i den sjunde upplaga, med modifieringar för att passa miljön. Exempelvis har svenska yrken tillkommit och utredningsarbetet anpassats för historiska lagar och omständigheter. De två grundböckerna heter på svenska Väktarens handbok och Utredarens handbok.
Call of Cthulhu Sverige omfattar både översatt och helt nytt material. Som exempel kan nämnas äventyret Black as Coals, ursprungligen skrivet av John Coleman 1985 och uppdaterat för aktuella regler av Mark Morrison. Den engelska versionen äger rum i Polen. I den svenska bearbetningen, Svart som sot, har Björn Flintberg flyttat handlingen till Skåne.
Annat material är helt nyskrivet, som den omfattande scenarioboken Lund: den förbjudna kunskapens stad. Den blandar verklig och fiktiv historia om staden Lund och dess akademiska sällskap på 1920-talet. Förutom bakgrundsmaterial, innehåller den också två äventyr.
Förlaget gräsrotsfinansierade Call of Cthulhu Sverige via Kickstarter, vilket drog in närmare 1 miljon kronor.

## Upplagor
- Call of Cthulhu, 1:a upplagan (1981)
- Call of Cthulhu Designer's Edition (1982)
- Call of Cthulhu, 2:a upplagan (1983)
- Call of Cthulhu, 3:e upplagan (1986)
- Call of Cthulhu, 4:e upplagan (1989)
- Call of Cthulhu, 5:e upplagan (1992)
- Call of Cthulhu 5.5 (1998)
- Call of Cthulhu 5.6 (2000)
- Call of Cthulhu 20th Anniversary Edition (2001)
- Call of Cthulhu Miskatonic University Edition (2001)
- Call of Cthulhu, 6:e upplagan (2004)
- Call of Cthulhu 25th Anniversary Edition (2006)
- Call of Cthulhu 7:e upplagan (2016)

## Utgivet material
(Ej fullständig lista)
- 1920's Investigator's Companion
- Adventures in Arkham Country
- Bermuda Triangle
- Book of Eibon
- Book of Dyzan
- Call of Cthulhu (6th edition softcover)
- Call of Cthulhu Keepers Screen
- Cthulhu Keepers Companion
- Cthulhu Keepers Companion 2
- Delta Green Dark Theatres
- Delta Green Rules of Engagement
- Disciples of Cthulhu
- Disciples of Cthulhu II
- Dreamlands Hardcover
- Dunwich Return to Forgotten Village
- Encyclopedia Cthulhiana (2nd edition)
- Goatswood & Less Pleasant Places
- HP Lovecraft's Arkham
- HP Lovecraft's Kingsport
- Last Rites
- Made in Goatswood
- Malleus Monstrorum
- Mortal Coils
- Nameless Cults
- Necronomicon (2nd edition)
- Nightmares Disciple
- Realm of Shadows
- Resection of Time
- Secrets of New York
- Secrets of Japan
- Shadows of Yog-Sothoth
- Singers of Strange Songs
- Song of Cthulhu
- Spawn of Azathoth
- Stars Are Right
- Terror & Other Tales
- Three Imposters & Other Tales
- Tsathoggua Cycle
- Unseen Masters
- Utatti Asfet
- White People & Other Tales
- Yellow Sign & Other Tales

## Utgivet material Call of Cthulhu Sverige
Call of Cthulhu Sverige ges ut av Eloso förlag.
- Call of Cthulhu Sverige 1:a upplagen (2020[6]) - Grundreglerna Väktarens handbok samt Utredarens handbok
- Seans i Stockholm (2020[7]) - Ett äventyr författat av Gabrielle de Bourg
- Den gula filmen (2020[8]) - Ett äventyr författat av Gabrielle de Bourg, Gunilla Jonsson och Michael Petersén
- Tjurmannen från Kungsskär (2020[9]) - Ett äventyr, författat av Michael Petersén och Gunilla Jonsson
- Svarta Sviten (2021) - En samling äventyr författade av bland andra Petter Nallo.
- Ingemar Fredmans Epistlar (2021) - En samling noveller och äventyr av Anders Fager.
- Lund - Den förbjudna kunskapens stad (2024) - En sourcebook om Lund av Gunilla Jonsson, Michael Petersén, Gabrielle de Bourg och Daniel Granér.